# 志木站
志木站（日语：／ Shiki eki */?）是位於日本埼玉縣新座市東北，屬於東武鐵道東上本線的鐵路車站。車站編號是TJ 14。

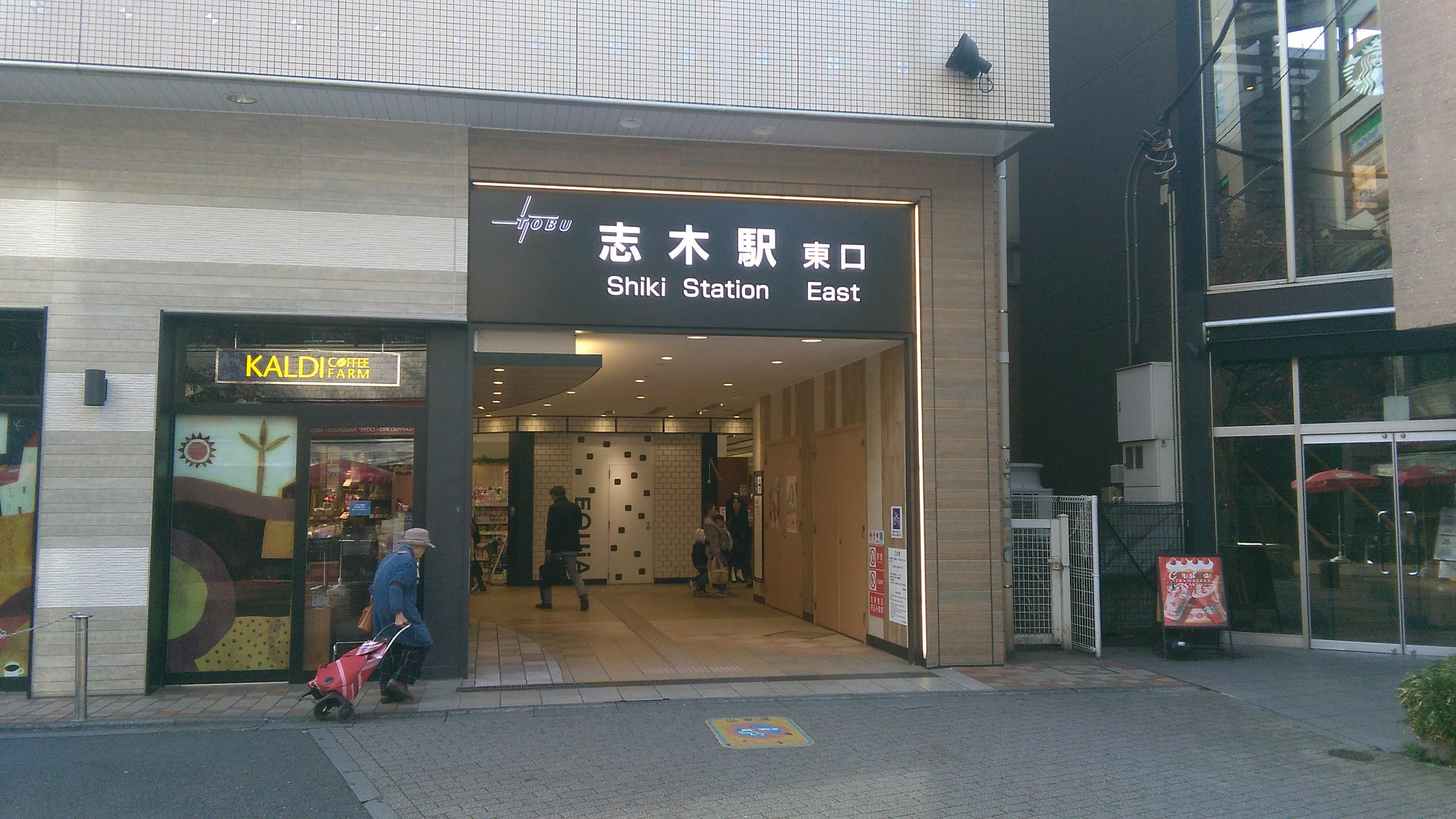
東口（2018年11月）

## 車站結構

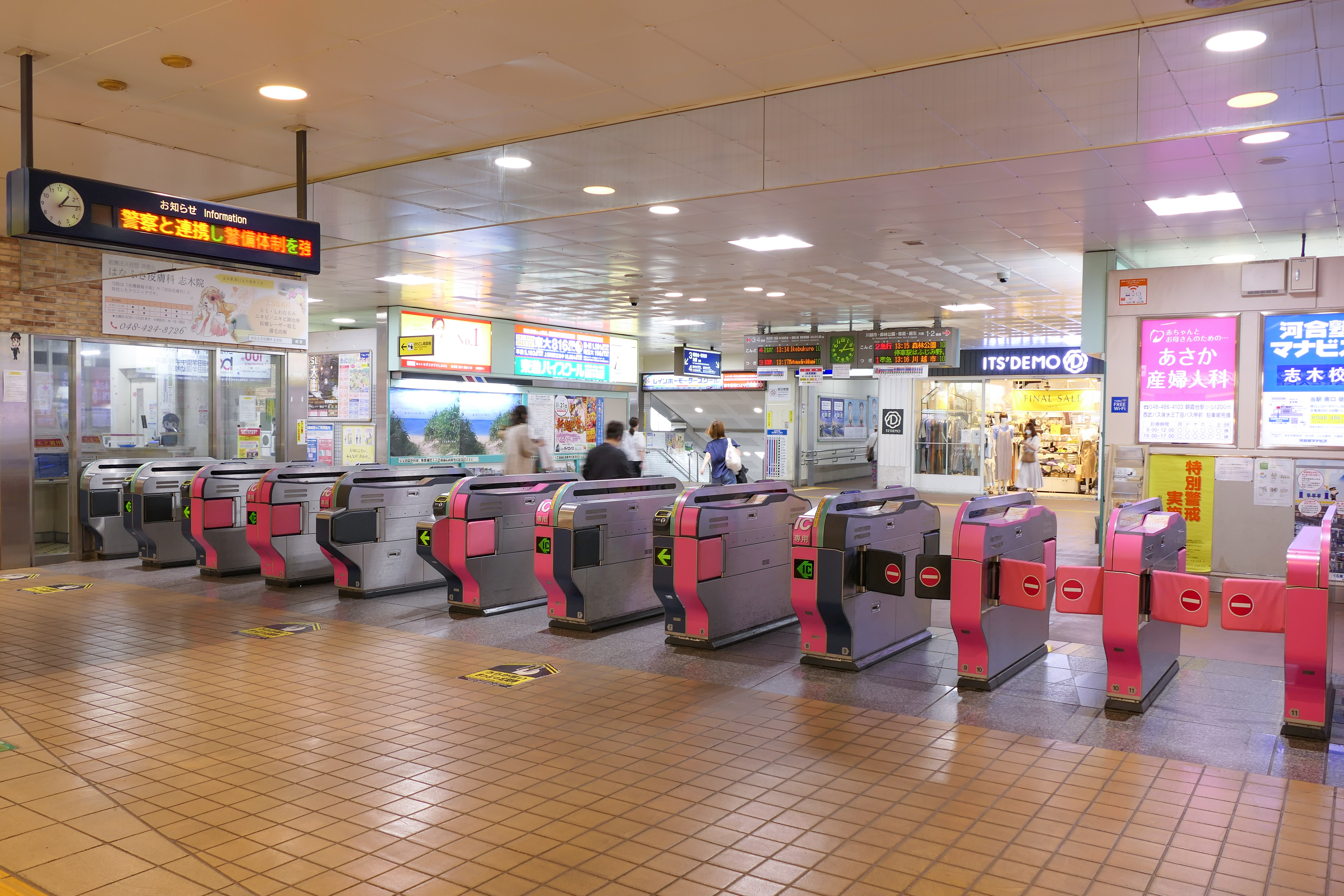
驗票閘口（2021年7月）
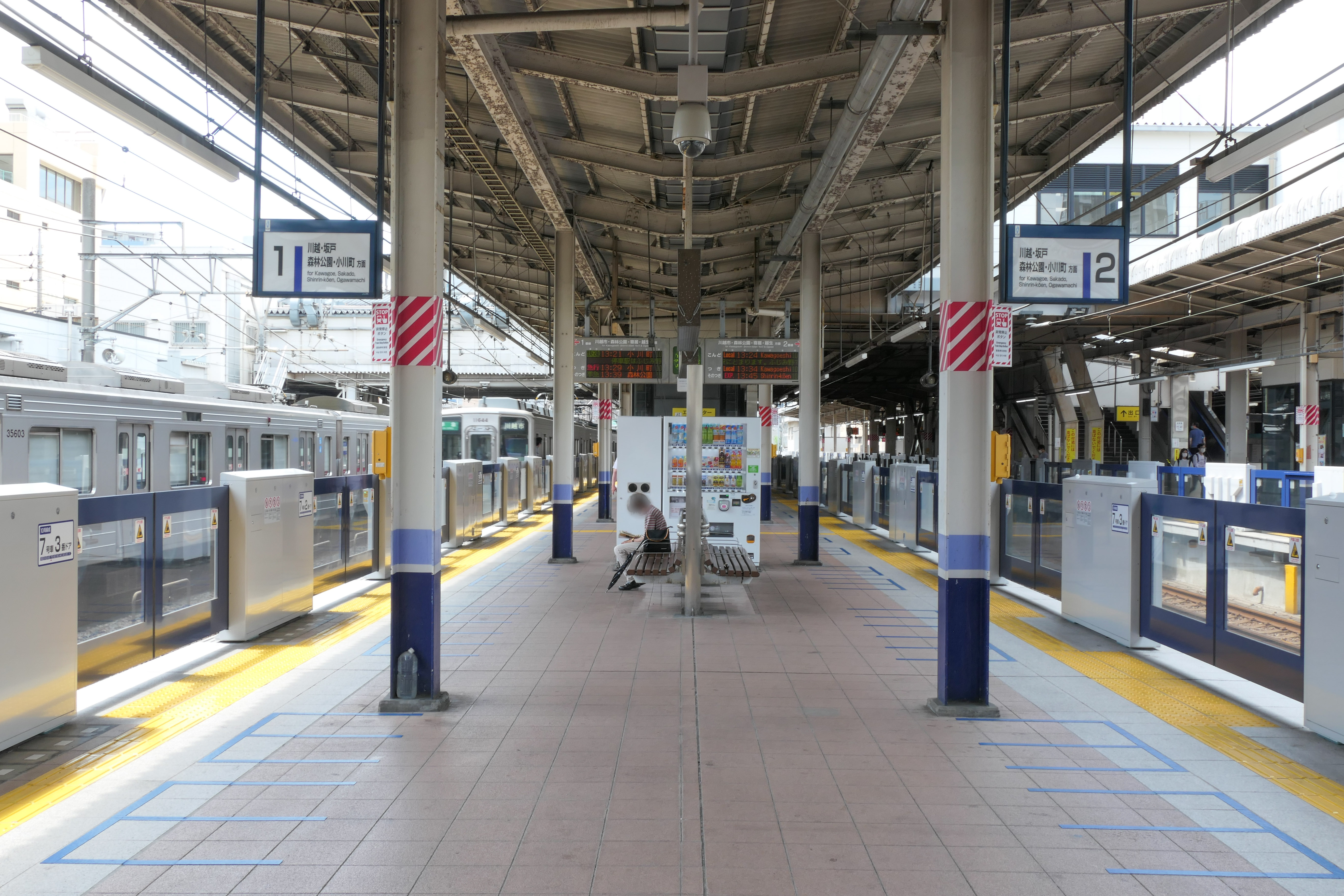
1號與2號月台（2021年7月）
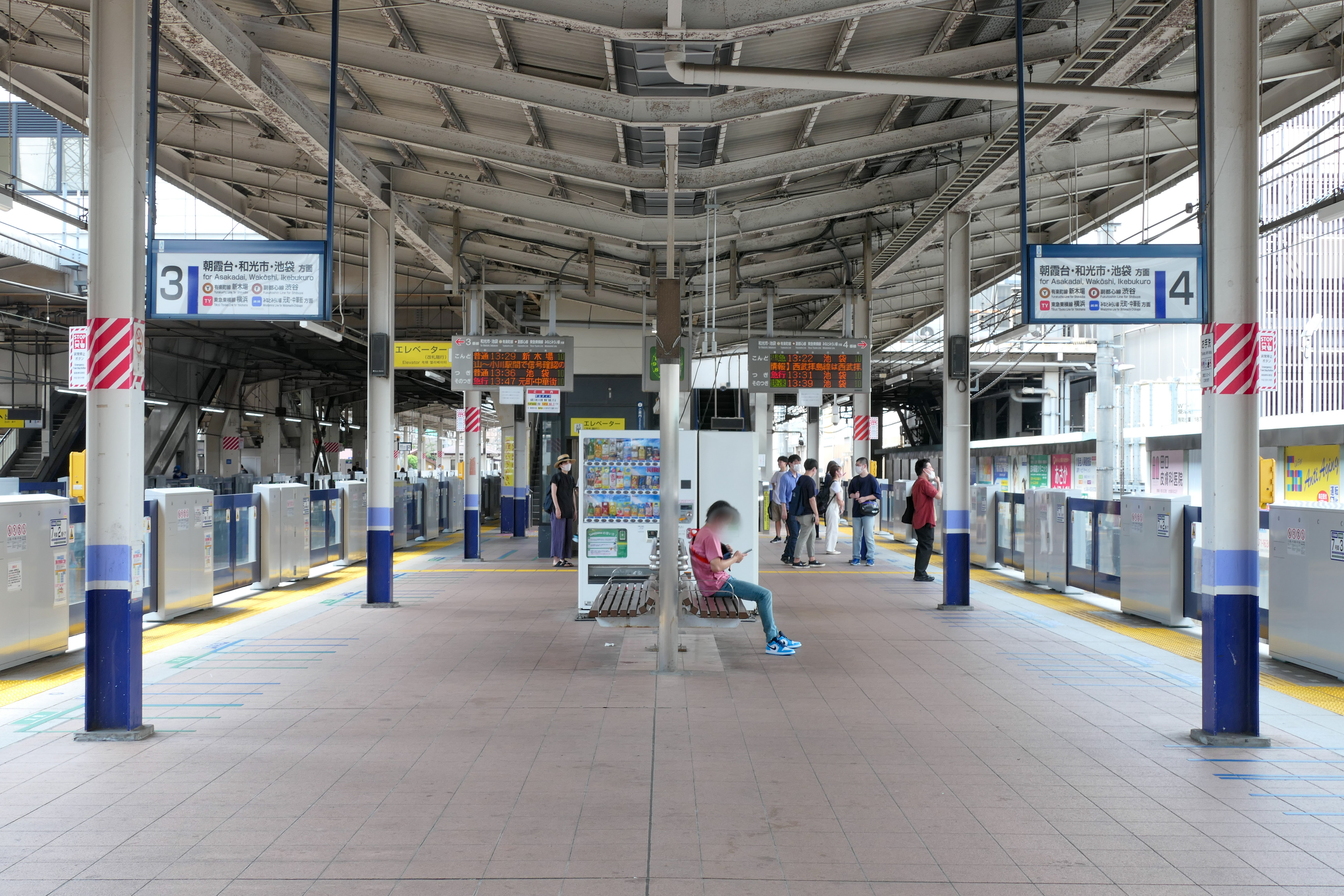
3號與4號月台（2021年7月）

本站為島式月台2面4線的地面車站，並設有跨站式站房；出入口則分別設在南邊與東邊。

### 月台配置
| 月台 | 路線   | 方向 | 目的地                                                                                            |
| ---- | ------ | ---- | ------------------------------------------------------------------------------------------------- |
| 1、2 | 東上線 | 下行 | 川越、坂戶、森林公園、小川町方向                                                                  |
| 3、4 | 東上線 | 上行 | 朝霞台、和光市、池袋方向 有樂町線 新木場、 副都心線 澀谷、 東橫線 橫濱、 港未來線 元町·中華街方向 |

## 使用情況
2016年度1日平均上下車人次為103,779人。東上線次於池袋站、和光市站（包括與有樂町線、副都心線的直通、轉乘客）、朝霞台站、川越站，排行第5位。此站也是東武鐵道所有不與其他路線轉乘的單獨站當中，上下車人次最多的。
此站也是不與其他路線轉乘或聯絡運輸的私鐵車站當中，上下車人次排行全日本第3多，次於本厚木站、青葉台站。
近年1日平均上下、上車人次如下表。
| 年度               | 1日平均 上下車人次 | 1日平均 上車人次 | 來源     |
| ------------------ | ------------------ | ---------------- | -------- |
| 1978年（昭和53年） | 86,944             |                  |          |
| 1994年（平成06年） | 100,195            |                  |          |
| 1998年（平成10年） | 93,172             |                  |          |
| 1999年（平成11年） | 92,064             | 46,524           | [ * 1 ]  |
| 2000年（平成12年） | 94,336             | 47,930           | [ * 2 ]  |
| 2001年（平成13年） | 95,862             | 48,339           | [ * 3 ]  |
| 2002年（平成14年） | 96,427             | 48,486           | [ * 4 ]  |
| 2003年（平成15年） | 96,501             | 48,460           | [ * 5 ]  |
| 2004年（平成16年） | 95,413             | 47,857           | [ * 6 ]  |
| 2005年（平成17年） | 94,714             | 47,399           | [ * 7 ]  |
| 2006年（平成18年） | 95,850             | 47,995           | [ * 8 ]  |
| 2007年（平成19年） | 97,708             | 48,940           | [ * 9 ]  |
| 2008年（平成20年） | 99,547             | 49,827           | [ * 10 ] |
| 2009年（平成21年） | 100,126            | 50,098           | [ * 11 ] |
| 2010年（平成22年） | 99,752             | 49,848           | [ * 12 ] |
| 2011年（平成23年） | 98,294             | 49,087           | [ * 13 ] |
| 2012年（平成24年） | 100,401            | 50,138           | [ * 14 ] |
| 2013年（平成25年） | 102,699            | 51,275           | [ * 15 ] |
| 2014年（平成26年） | 102,131            | 50,958           | [ * 16 ] |
| 2015年（平成27年） | 103,074            | 51,412           | [ * 17 ] |
| 2016年（平成28年） | 103,779            |                  |          |

## 相鄰車站
東武鐵道
 東上本線
■TJ Liner
通過
■快速急行
和光市（TJ 11）－志木（TJ 14）－川越（TJ 21）
■快速、■急行
朝霞台（TJ 13）－志木（TJ 14）－富士見野（TJ 18）
■準急、□普通
朝霞台（TJ 13）－志木（TJ 14）－柳瀨川（TJ 15）

## 外部連結
- 志木（車站資訊） - 東武鐵道